# ميدل ماونتن (نيويورك)
ميدل ماونتن، هو جبل يقع في جبال كاتسكيل بنيويورك شرق - جنوب شرق داونزفيل. يقع تل ماري سميث غرب الجبل الأوسط، ويقع تل الزان شرقًا.